# Simulium fontinale
Simulium fontinale es una especie de insecto del género Simulium, familia Simuliidae, orden Diptera.
Fue descrita científicamente por Radzivilovskaya, 1948.